# Edith Emily Dornwellová
Edith Emily Dornwellová (31. srpna 1865, Nový Zéland–18. listopadu 1945, Sydney) byla první ženou v Austrálii, která získala bakalářský titul přírodních věd BSs. a první ženou, která vystudovala na University of Adelaide.

## Dětství
Narodila se na Novém Zélandu v rodině německého imigranta George Bernhardta Dornwella a jeho ženě Sarah. Později se přestěhovali do jihoaustralského Adelaide.
Po otcově smrti získala ve 14 letech stipendium na adelaidskou střední školu Advanced School for Girls, první státní střední školu pro dívky. Ve studiu byla velice úspěšná – v roce 1880 vyhála první místo ve zkoušce „Exhibition for Girls“. Střední školu dokončila v roce 1882 s vyznamenáním. Zkoušku dělala z francouzského a německého jazyka, zvířecí fyziologie a moderní historie.

## Vysokoškolské studium
V roce 1883, dva roky po povolení studia pro ženy na University of Adelaide, nastoupila do bakalářského studia vědeckého programu. Svými výsledky mnohdy předčila své spolužáky. Získala ocenění Sir Thomas Elder Prize za fyziologii. Studium úspěšně dokončila s vyznamenáním v roce 1885 se zkouškami z fyziky a fyziologie. Měla snahu o další studium – v dopise z roku 1886 píše žádost o uznání předmětů z vědeckého programu na programu uměleckém. Předměty jí byly uznány, ale není záznam, že by kdy druhé studium dokončila.

## Pedagogická kariéra
Po absolvování University of Adelaide učila matematiku, fyziku, latinu a fyziologii na své bývalé střední škole Advanced School for Girls. O dva roky později, v roce 1887, se přestěhovala do Hawthornu ve státě Victoria. Učila tam na Methodist Ladies College. Roku 1890 byla ředitelkou soukromé vysoké školy Riviere Ladies’ College v Novém Jižní Walesu. Neúspěšně se účastnila výběrového řízení na místo ředitelky nové ženské školy pod Univerzitou Sydney.

## Rodinný život
Roku 1895 se provdala za Lionela Raymonda ve Walkerville. Přestěhovala se s ním na Fidži, kde pracoval v cukrovaru. Měli spolu dva syny, Olivera a Rolanda, kteří byli vysláni studovat do Sydney. Když manžel odešel do důchodu, vrátili se do Sydney, kde se věnovala Národní radě žen. Své vědecké kvalifikace neuplatnila.